# Міністерство внутрішніх справ Північної Македонії
Міністерство внутрішніх справ Північної Македонії, МВС ПМ (мак. Министерство за внатрешни работи на Северна Македонија, МВР на СМ) — орган державної влади Північної Македонії, основним завданням якого є захист конституційного порядку Республіки Північна Македонія, охорона життя її громадян та їхнього майна. Роботу міністерства очолює профільний міністр, якого визначає та пропонує Прем'єр-міністр Північної Македонії, а затверджують Збори Північної Македонії.

## Історія
Ще за часів Крушевської республіки у складі Тимчасового уряду існувало правоохоронне відомство — міліція Крушевської республіки. За це відомство відповідав Христо Джурчиєв. Обов'язком міліції був нагляд за безпекою та порядком у щойно проголошеній повстанській республіці.
На першому засіданні АСНОМ 2 серпня 1944 р. було утворено Президію АСНОМ (яка мала законодавчі та виконавчі повноваження), а 6 серпня у селі Рамно сформовано вісім комісій, включаючи і комісію з питань внутрішніх справ. Комісаром було обрано Кирила Петрушева.
Під час обрання першого уряду Македонії на Третій сесії АСНОМ 16 квітня 1945 р. Петрушев став міністром внутрішніх справ.

## Роль
Міністерство внутрішніх справ виконує правоохоронну і оперативно-розшукову діяльність, що включає захист життя і особистої безпеки людей та майна, а також запобігання злочинам і розкриття їх (поліційна діяльність). Окрім правоохоронної діяльності у завдання міністерства входить боротьба з міжнародним тероризмом, зокрема з албанськими сепаратистами та терористами.